# Stichting voorheen RTM
| |                   |                                 |                                 |
| Streckenlänge: | 7 km              |                                 |                                 |
| Spurweite: | 1067 mm (Kapspur) |                                 |                                 |
| |                   |                                 |                                 |
| Land: | Niederlande       |                                 |                                 |
| Provinz: | Südholland        |                                 |                                 |
| \| \| \| \| \| \| \| \| De Punt früher Bezoekerscentrum \| \| \| \| \| \| \| \| \| \| \| \| \| \| \| \| \| \| \| \| RTM-museum \| \| \| \| \| RTM remise (Bw De Punt West) \| \| \| \| \| Fahrweg \| \| \| \| \| Strecke über den Brouwersdam \| \| \| \| \| Port Zélande \| \| \| \| \| Straße nach Port Zélande \| \| \| \| \| Middelplaat Haven \| \| \| \| \| Strecke über den Brouwersdam \| \| \| \| \| West Repart früher Dolfijn \| \| |                   |                                 |                                 |
| Strecke von links · Strecke von rechts |                   |                                 |                                 |
| Strecke · Bahnhof |                   | De Punt früher Bezoekerscentrum | De Punt früher Bezoekerscentrum |
| Abzweig geradeaus und von links · Strecke nach rechts |                   |                                 |                                 |
| Strecke |                   |                                 |                                 |
| Strecke von links · Abzweig geradeaus und nach rechts |                   |                                 |                                 |
| Bahnhof · Strecke |                   | RTM-museum                      | RTM-museum                      |
| Betriebs-/Güterbahnhof Streckenende · Strecke |                   | RTM remise (Bw De Punt West)    | RTM remise (Bw De Punt West)    |
| Bahnübergang |                   | Fahrweg                         | Fahrweg                         |
| Strecke |                   | Strecke über den Brouwersdam    | Strecke über den Brouwersdam    |
| Bahnhof |                   | Port Zélande                    | Port Zélande                    |
| Bahnübergang |                   | Straße nach Port Zélande        | Straße nach Port Zélande        |
| Bahnhof |                   | Middelplaat Haven               | Middelplaat Haven               |
| Strecke |                   | Strecke über den Brouwersdam    | Strecke über den Brouwersdam    |
| Kopfbahnhof Streckenende |                   | West Repart früher Dolfijn      | West Repart früher Dolfijn      |

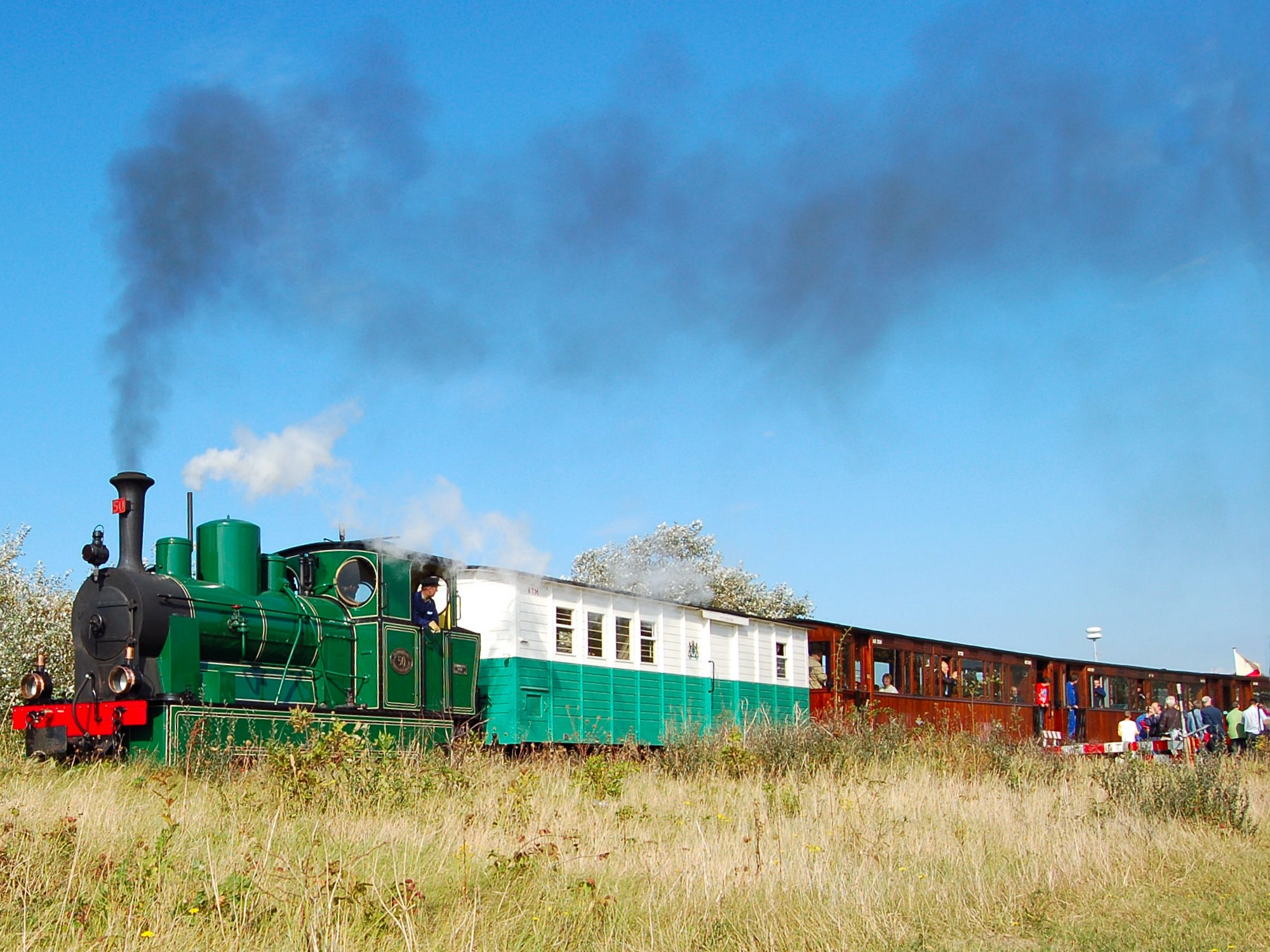
Museumszug mit Dampflok 50 von 1913 und einem historischen Postwagen

Die Stichting voorheen RTM (deutsch Stiftung ehemalige RTM, umgangssprachlich Die Bahn auf dem Damm) ist eine Museumsbahn auf dem Brouwersdam in den Niederlanden. Zur Bahn gehört auch das Eisenbahnmuseum in Ouddorp mit einer umfangreichen Sammlung von historischem Rollmaterial der ehemaligen Rotterdamse Tramweg Maatschappij (RTM). Dort werden auch die Lokomotiven gewartet und repariert, die auf der Museumsstrecke im Einsatz sind.
Dies ist heute die einzige Linie in den Niederlanden in Kapspur (1067 mm). In dieser Spurweite wurden die Linien vieler niederländischer und ausländischer (Überland-)Straßenbahnen gebaut.

## Geschichte
Nach der Stilllegung der letzten Überlandstraßenbahn der RTM südwestlich von Rotterdam (welche wegen vieler Unfälle in den überfüllten Gegenden im Süden Rotterdams bald „het moordenaartje“ (der kleine Mörder) genannt wurde) im Februar 1966 ergriff der im Jahr 1965 gegründete Verein die Chance, einen Großteil des verbliebenen Fahrzeugparks zu erhalten. Unter schwierigen Umständen gelang es dem Verein, das alte Straßenbahndepot in Hellevoetsluis (Tram Port) zu erhalten. Nachdem sich die Beziehung mit der Gemeinde verschlechtert hatte und der Zustand in den 1980er-Jahren unhaltbar war, beschloss der Verein, den Standort zu wechseln, was dann im Jahre 1989 geschah. Mit der Zeit wurde ein Fahrzeugdepot westlich von Ouddorp (am Brouwersdam) und eine kurze Straßenbahnstrecke (u. a. auf dem Brouwersdam) errichtet.
Diese wurde bis April 2007 zunächst bis nach Middelplaat Haven (Umstiegsmöglichkeit zum touristischen Schiffsverkehr) auf insgesamt sieben Kilometer Länge verlängert. Am 16. November 2011 wurde die Strecke abermals bis zum neuen Endbahnhof „West Repart/Dolfijn“ verlängert. Somit wird der Brouwersdam nun auf ganzer Länge befahren.

## Fahrzeuge
Zum eigenen Fuhrpark der RTM Ouddorp gehören heute drei Dampflokomotiven, zwei Diesellokomotiven, einige Personenwagen mit Holzaufbau und zahlreiche Güterwagen aus den Jahren nach 1950. Seit mehreren Jahren befinden sich auch Fahrzeuge aus der Sammlung des niederländischen Eisenbahnmuseums bei der RTM.

### Dampflokomotiven
- 50 (Henschel 1906, betriebsfähig)
- 54 (O&K 1916, betriebsfähig)
- 56 (O&K 1920)(betriebsfähig)
- 57

### Diesellokomotiven und -triebwagen
- M 67
- MABD 1602 (Reiger)
- M 1651 (Puttershoek)
- MBD 1700 + EB 1701–1702 (Sperwer),  früher RTM M17
- MABD 1804 (Kievit)
- MD 1805 (Meeuw)

### Wagen
Das Museum besitzt derzeit (2016) insgesamt 16 Personenwagen und 23 Güterwagen.

## Galerie

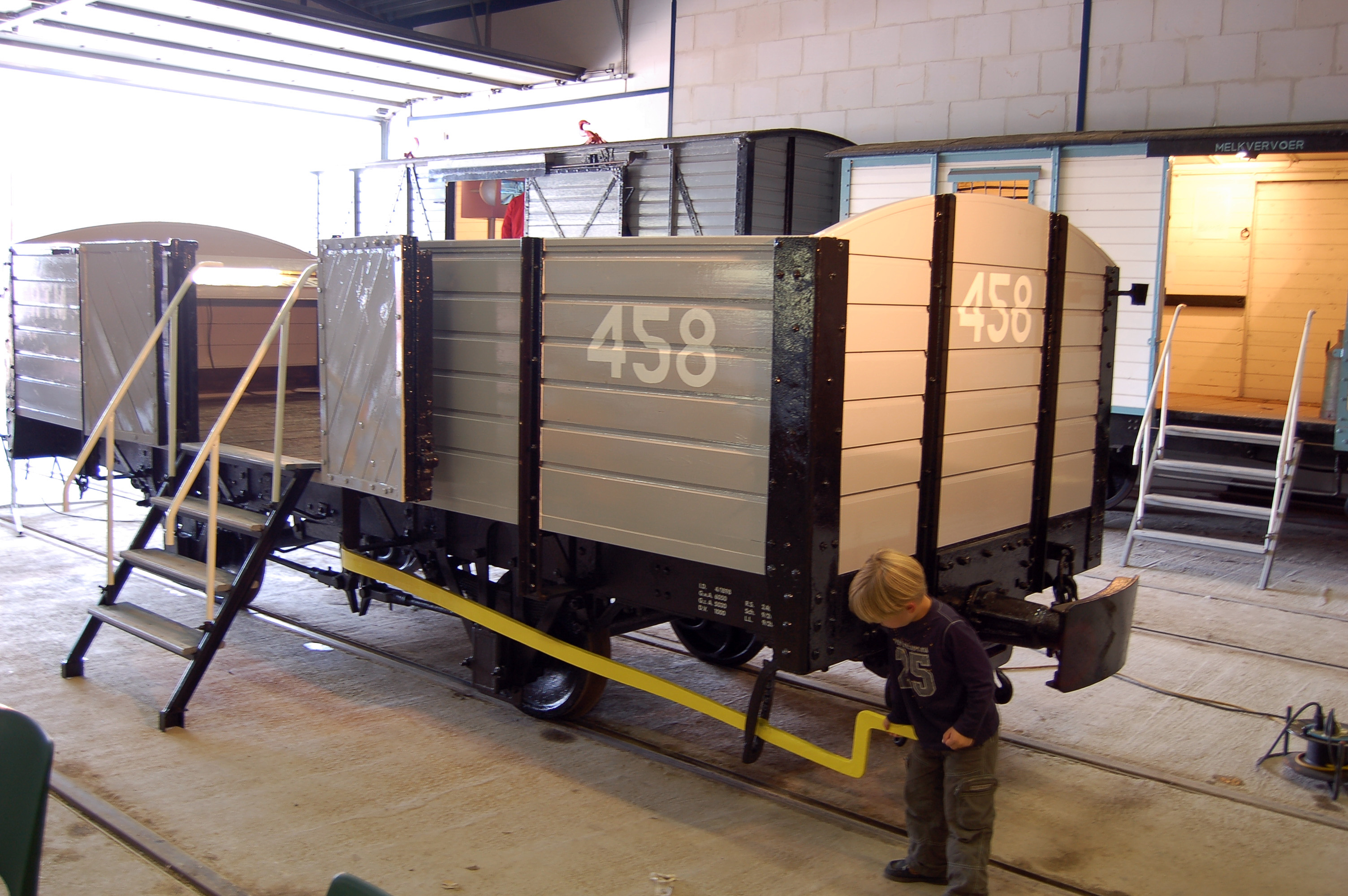
Güterwagen 458 aus dem Jahre 1898
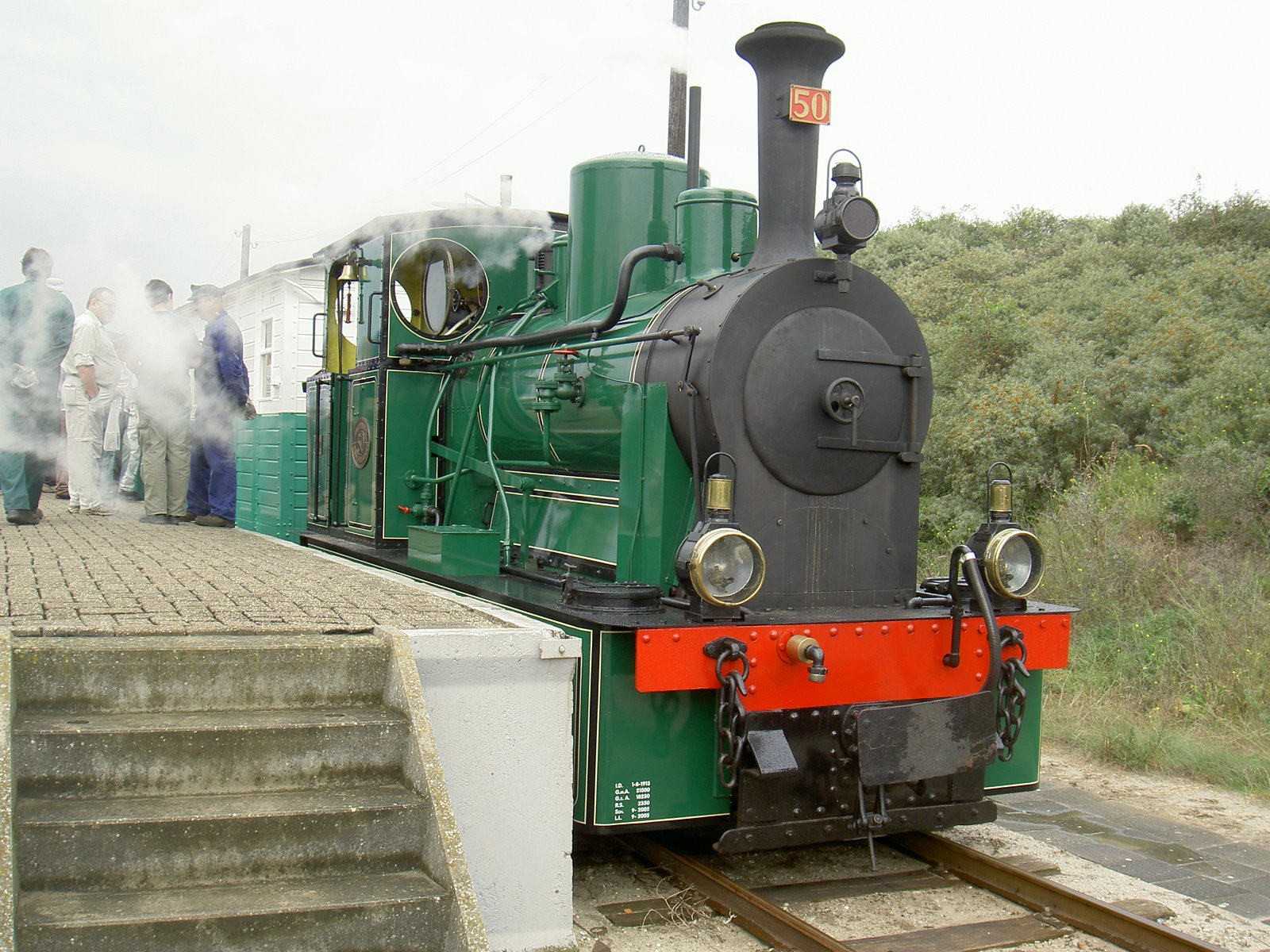
RTM-Dampflok 50 am Bahnsteig der Remise
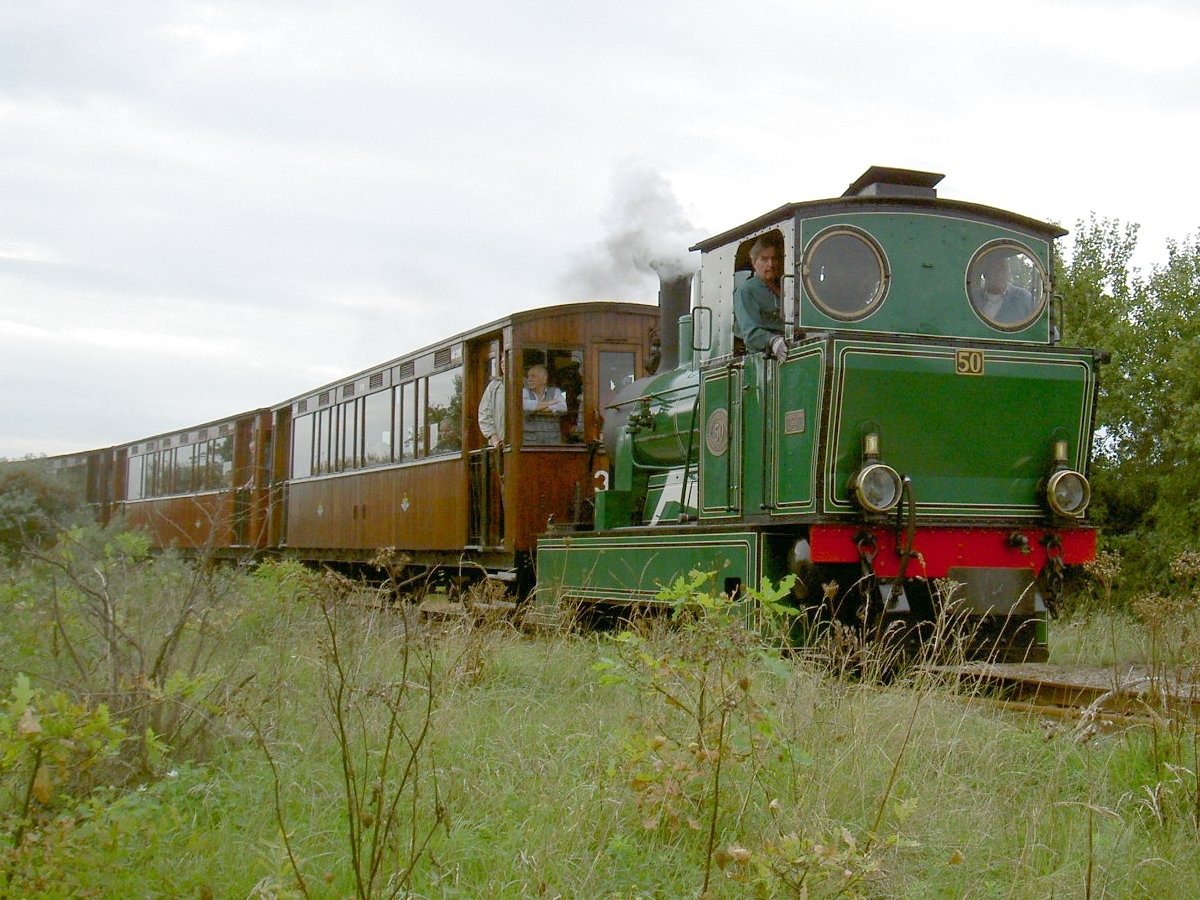
RTM-Dampflok 50 vor einem Personenzug an der Remise
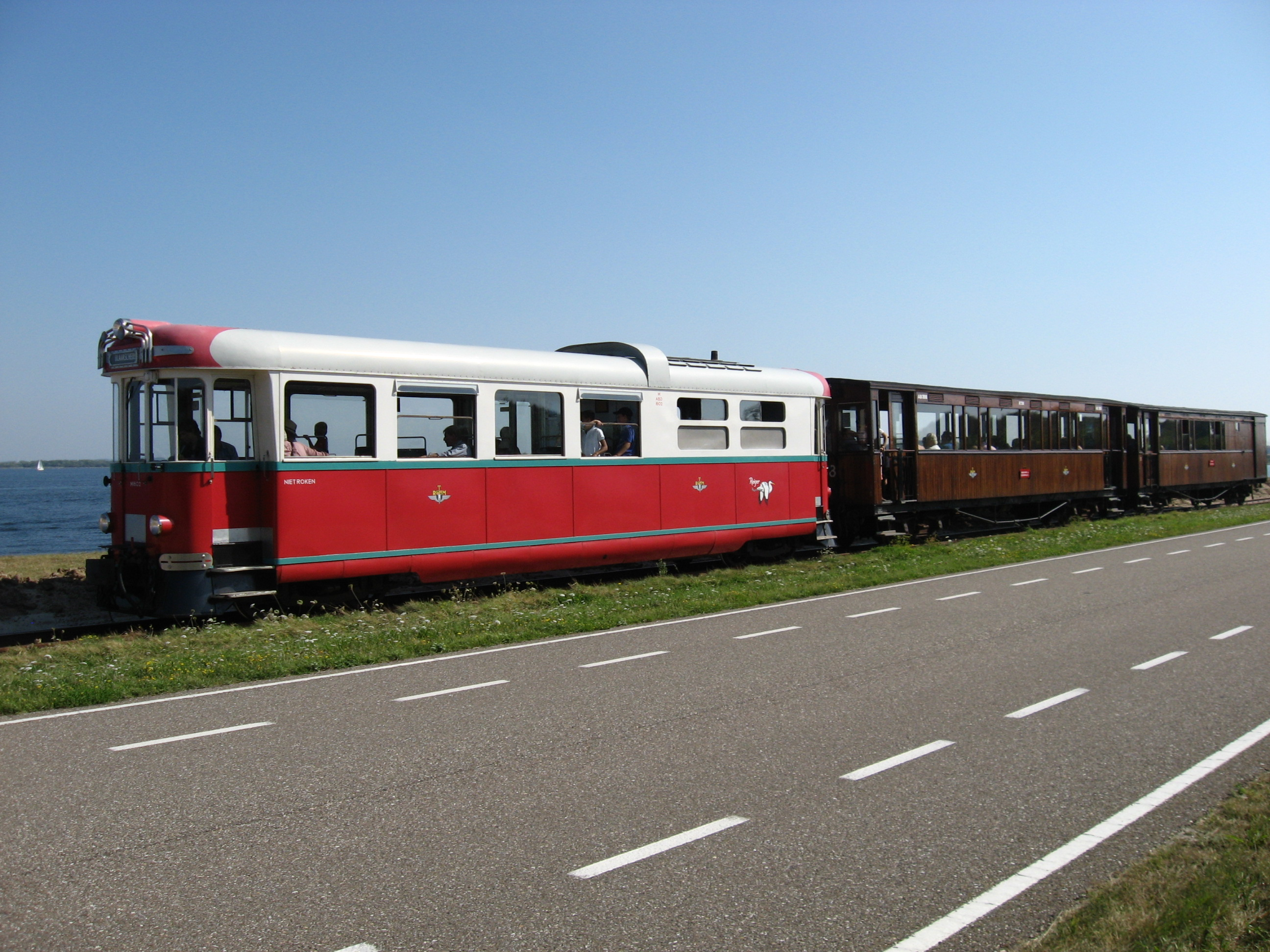
RTM-Triebwagen M1602 mit zwei Personenwagen
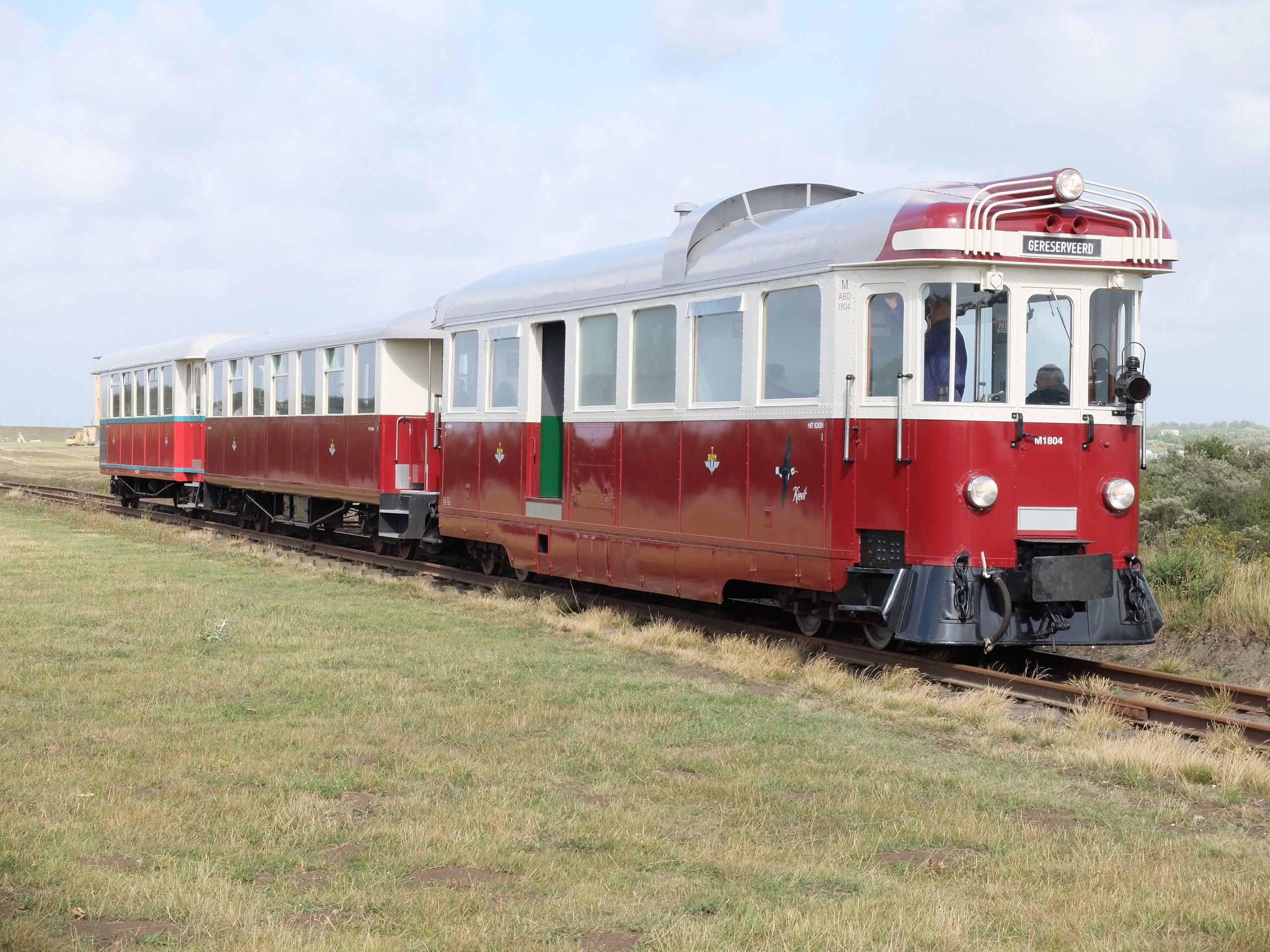
RTM-Triebwagen M1804
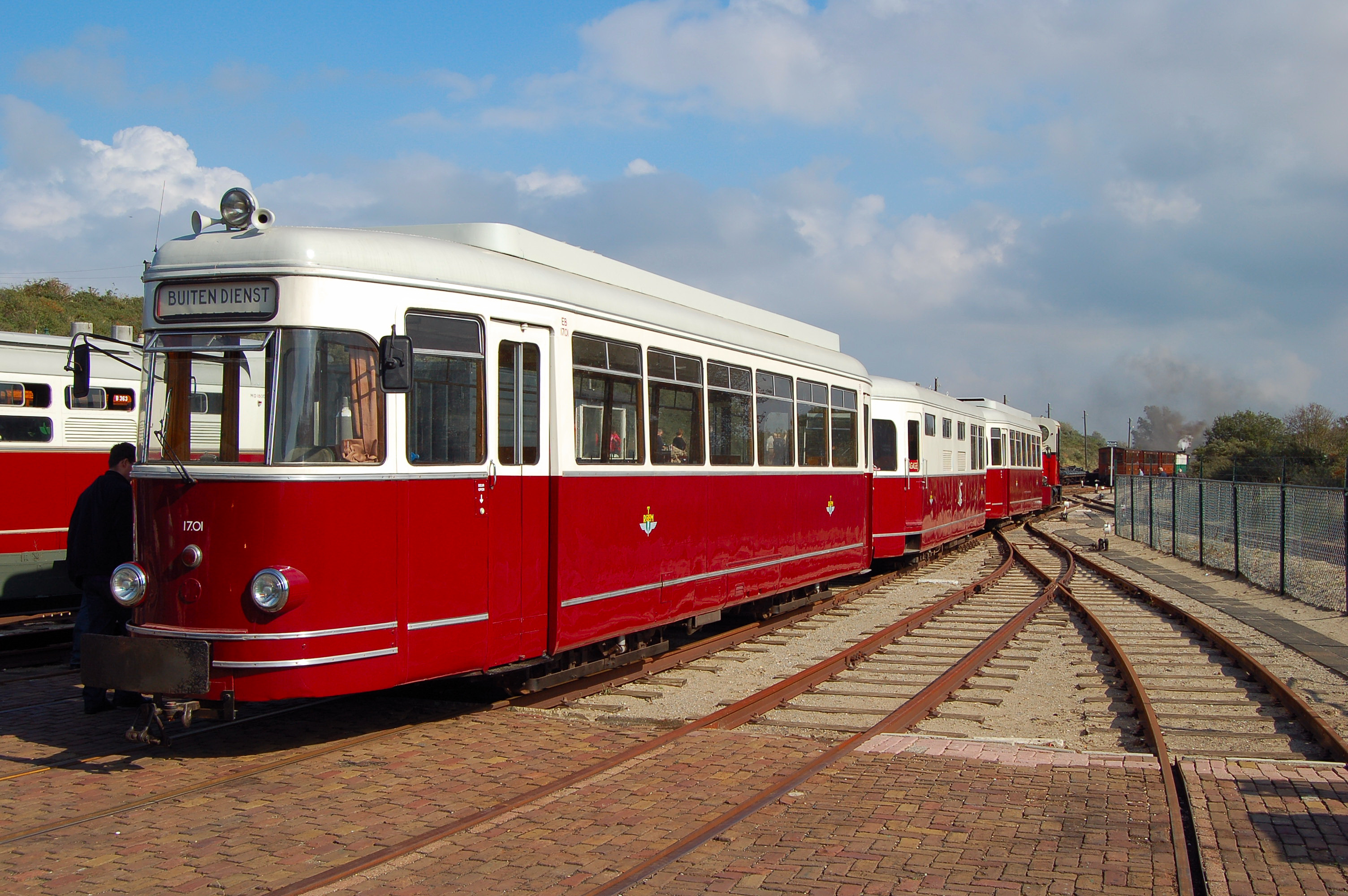
Der Triebwagenzug M 17 „Sperwer“ von 1963